# Piptadenia cuzcoensis
Piptadenia cuzcoensis är en ärtväxtart som beskrevs av Rupert Charles Barneby. Piptadenia cuzcoensis ingår i släktet Piptadenia och familjen ärtväxter. Inga underarter finns listade i Catalogue of Life.